# Siurana
Siurana è un comune spagnolo di 167 abitanti situato nella comunità autonoma della Catalogna.